# المانغا خارج اليابان
المانغا خارج اليابان ، أو الكوميديا اليابانية، ظهرت في الترجمة في كثير من لغات مختلفة في بلدان مختلفة. فرنسا يمثل حوالي 50٪ من السوق الأوروبية والمانجا في عام 2011 تمثل 40٪ من الرسوم الهزلية التي نشرت في البلاد. في عام 2007، كان 70٪ من الكوميديا التي تباع في ألمانيا المانجا. في الولايات المتحدة، وتضم المانجا صغيرة (ولكن متزايد) الصناعة، خاصة عند مقارنتها إلى نجاحات التي الرسوم المتحركة اليابانية جعلت في الولايات المتحدة الأمريكية. مثال واحد من الناشر المانجا في الولايات المتحدة، وهي وسائل الإعلام، وظائف كما التابعة الأمريكي للناشرين الياباني شوغاكوكان وشويشا. المملكة المتحدة لديها الناشرين المانجا أقل من تعرضت لها الولايات المتحدة.

## وصلات خارجية
- 800 Anime/Sentai series broadcast in France from the 1970s up to 2000s
- Anime series broadcast in Italy
- Japanimation? The uncredited studios list